# 新田公共運輸交匯處

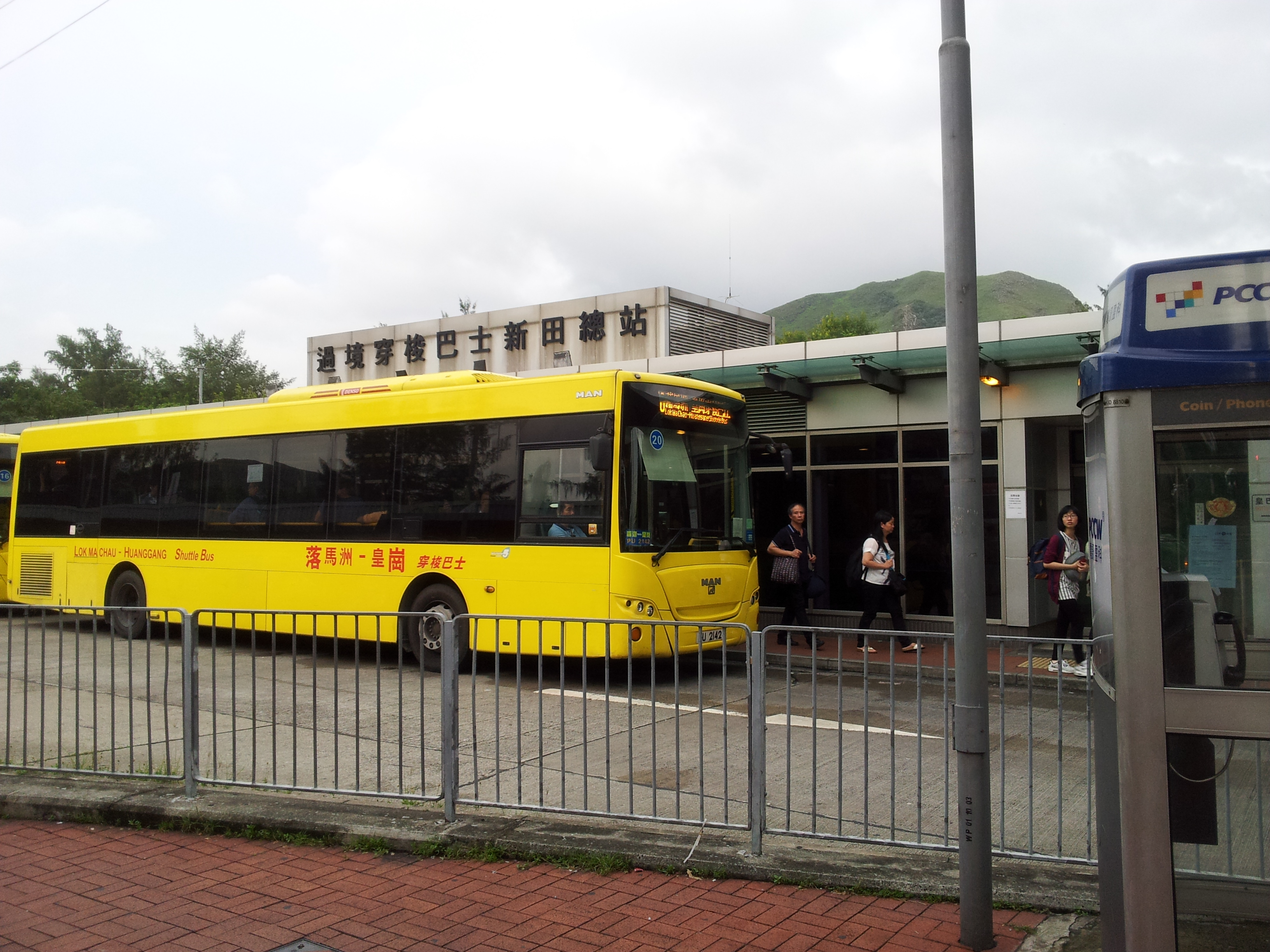
過境穿梭巴士新田總站

新田公共運輸交匯處（英語：San Tin Public Transport Interchange，前稱：落馬洲轉車站）是位於香港新界新田的陸路過境通道轉車站。市民可以在此乘坐皇巴士往返落馬洲管制站，過關往中國大陸深圳市的皇崗口岸。

## 設施
交匯處佔地約9600平方米，設有上落客區供皇巴、專利巴士、專線小巴、新界及市區的士和本地旅遊巴士使用。新田公共運輸交匯處的皇巴士新田總站，提供可容納約300名乘客的空調候車設施及一個顧客服務中心。
皇巴士
皇巴士經落馬洲管制站往返新田公共交通交匯處與皇崗口岸，提供每天24小時的跨境穿梭服務。車隊共有30輛巴士，每5至15分鐘一班，目前每日的乘客量約為34,000人次。

## 歷史
最初稱為落馬洲公共交通轉車站（英語：Lok Ma Chau Public Transport Interchange），但為避免跟位於邊境禁區內的落馬洲管制站混淆，改稱為新田公共運輸交匯處。
現時香港的陸路過境通道有六個，分別為羅湖、落馬洲管制站、落馬洲支線、文錦渡、深圳灣及沙頭角，除羅湖、落馬洲支線及深圳灣外，其餘通道原先設計為過境貨運通道。過去10年，香港與珠江三角洲地區之間的經濟日趨融合，交往繁頻，尤其是簽訂「內地與香港更緊密經貿關係安排」和實施「個人遊」計劃後，過境客貨運均持續大幅增加，其中落馬洲的客貨流量增幅之高，更為四者之冠。
東鐵綫落馬洲站啟用後，於站內有一個落馬洲站公共運輸交匯處作為分流。

## 總站路線資料

### 九龍巴士N73線
- 沙田市中心 ↔ 落馬洲

2014年1月18日開辦，由九巴營辦，來往落馬洲至沙田市中心，途經粉嶺公路、上水（彩園邨、上水站）、粉嶺（百和路）、大窩西支路、太和、大埔墟、吐露港公路及源禾路，取代同日起取消的N76及N270線。

### 九龍巴士N276線
- 天水圍（天慈邨） ↔ 新田

### 過海隧道巴士176R線
- 灣仔 （港灣道） → 落馬洲（新田）

### 過海隧道巴士976線
- 新田 ↔ 西灣河

由城巴營運的一條路線，途經沙埔村、峻巒、凹頭、爾巒、大欖隧道、西區海底隧道、中環及灣仔繞道、上環、中環、北角、鰂魚涌及太古城，於2021年3月29日起投入服務。只在星期一至五上午繁忙時間於新田開出3班及下午繁忙時間於西灣河開3班

### 過海隧道巴士976A線
- 新田 ↔ 小西灣（藍灣半島）

由城巴營運的一條路線，途經沙埔村、峻巒、凹頭、爾巒、大欖隧道、西區海底隧道、上環、中環、中環及灣仔繞道、北角、鰂魚涌、太古城、西灣河、筲箕灣及柴灣，於2022年8月8日起投入服務。只在星期一至五上午繁忙時間於新田開出1班及下午繁忙時間於小西灣開1班

### 過海隧道巴士976R線
- 銅鑼灣（摩頓台） → 落馬洲（新田）

### 過海隧道巴士976S線
- 銅鑼灣（摩頓台） ↔ 落馬洲（新田）

### 新界區專線小巴44B線
- 屯門站／屯門碼頭 ↔ 落馬洲轉車站／落馬洲管制站

### 新界區專線小巴44B1線
- 屯門碼頭 ↔ 落馬洲轉車站

### 新界區專線小巴78線
- 大欖隧道轉車站 ↔ 落馬洲轉車站

## 途經路線資料（巴士）

### 專營巴士
| 巴士公司 | 路線 | 起點                 | 終點               | 備註                                 |
| -------- | ---- | -------------------- | ------------------ | ------------------------------------ |
| 九龍巴士 | B1   | 天水圍(天慈邨)       | 落馬洲站           | 常規路線                             |
| 九龍巴士 | B1   | 元朗(山水樓)         | 落馬洲站           | 元朗特別班次                         |
| 九龍巴士 | B1   | 天水圍(天恩邨)       | 落馬洲站           | 天水圍北特別班次                     |
| 九龍巴士 | 76   | 攸壆路簡約公屋（南） | 上水站（彩園路）   |                                      |
| 九龍巴士 | 76K  | 上水(清河)           | 元朗(朗屏邨)       |                                      |
| 九龍巴士 | 76K  | 粉嶺(華明)           | 元朗(朗屏邨)       | 特別班次                             |
| 九龍巴士 | 270R | 香港體育館           | 粉嶺(聯和墟)       | 只在香港體育館大型表演節目結束後服務 |
| 九龍巴士 | 276B | 天水圍(天富)         | 上水(彩園)         |                                      |
| 龍運巴士 | A43P | 粉嶺(聯和墟)         | 機場(地面運輸中心) |                                      |
| 龍運巴士 | NA43 | 粉嶺(聯和墟)         | 港珠澳大橋香港口岸 |                                      |

### 專線小巴
| 小巴公司 | 路線 | 起點         | 終點         | 備註                 |
| -------- | ---- | ------------ | ------------ | -------------------- |
| 富裕運輸 | 75   | 元朗(福康街) | 福田口岸     |                      |
| 均億投資 | 79S  | 俊宏軒       | 落馬洲管制站 | 唯一一條聯營小巴路線 |
| 馬亞木   | 79S  | 俊宏軒       | 落馬洲管制站 | 唯一一條聯營小巴路線 |